# Тынтобе
Тынтобе (каз. Тыңтөбе, до 2008 г. — Целина) — аул в Сарыагашском районе Туркестанской области Казахстана. Входит в состав Капланбекского сельского округа. Код КАТО — 515469700.

## Население
В 1999 году население аула составляло 409 человек (210 мужчин и 199 женщин). По данным переписи 2009 года, в ауле проживало 245 человек (127 мужчин и 118 женщин).